# 坂広明
坂 広明（さか ひろあき、生没年不詳）は、戦国時代の武将。毛利氏の重臣。坂広秋の子。通称は下総守、兵部大夫。子に桂広澄、坂新三郎、坂新五郎、坂新次郎。なお、坂氏の系図は不明な部分が多く、弟・広時の子とされる坂広秀は、広明の実子とする説もある。

## 生涯
坂氏は、安芸国の毛利庶家の一つであり、代々執権を務めた。父とされる坂広秋や、弟とされる坂広時との年齢差などは不明であるが、広明の活動時期は毛利弘元の代と推定される。
広明は足利義稙擁する周防国の大大名大内氏との外交関係を重視する立場を取っており、足利義澄を戴く京都の室町幕府の命令を遵守しようとする、毛利弘元と対立した。その結果、弘元は隠居して、後継を嫡男の毛利興元へ譲り、毛利家中が二分するという事態が発生する。
広明のその後は不明。広明の嫡子・桂広澄は、分家して桂氏を興しており、坂氏の家督は継承時期は不明だが広明の弟・坂広時が継いだ。また、広明の後の執権職は分家して志道氏を興した、弟の志道元良の子志道広良が務めた。

## 相合元綱の謀反との関わり
なお、相合元綱の謀反に加担した人物の一人として坂広明の名前が挙がることがあるが、桂広澄がこの謀反に無関係であったことや、広明のおい志道広良・孫の桂元澄の出生年などから判断すると、広秀との誤認か別の坂一族の誰かのことであろう。